# American Symphony Orchestra
Pour les articles homonymes, voir ASO.

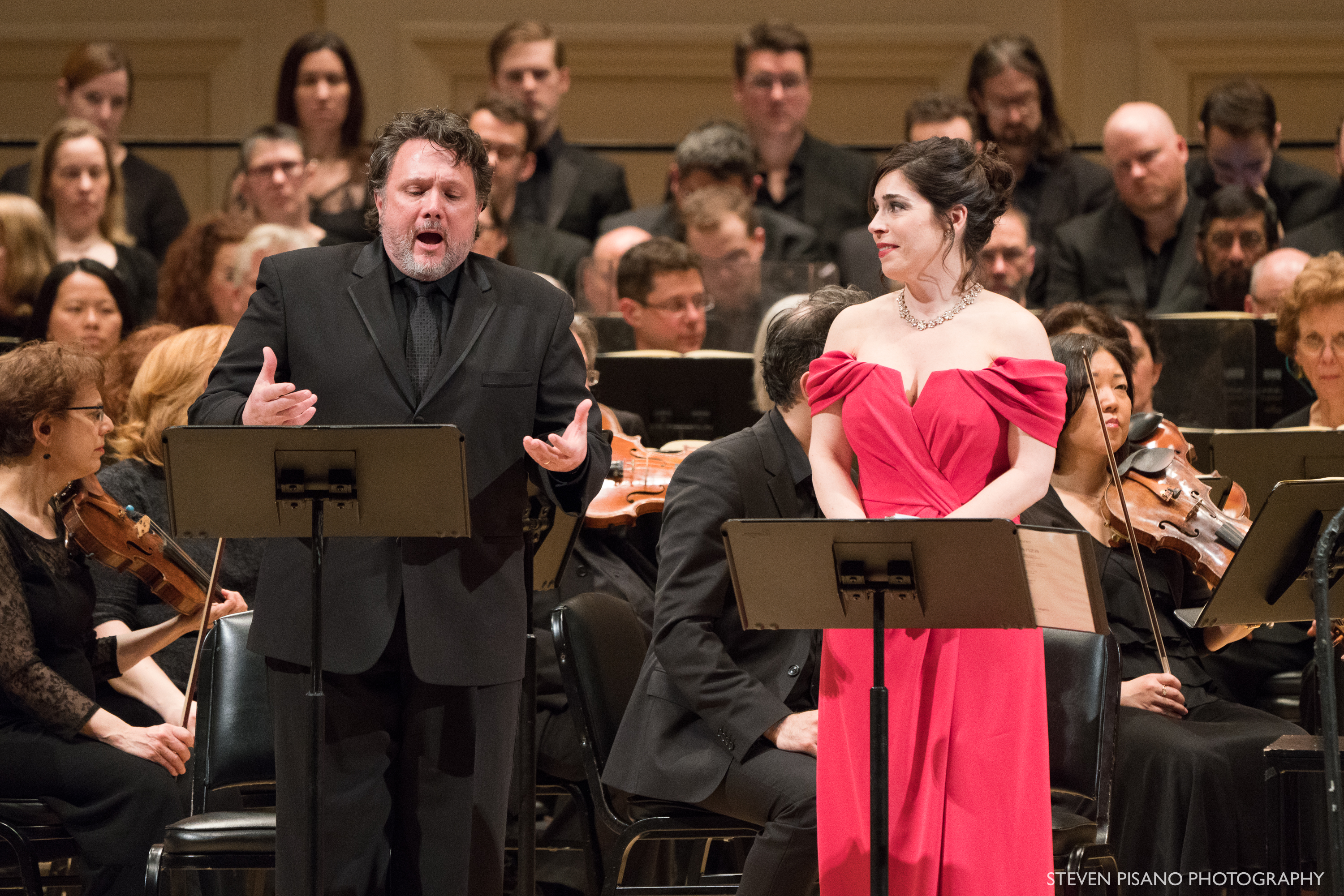
L'American Symphony Orchestra au Carnegie Hall en 2018.

L'American Symphony Orchestra (ASO) est un orchestre américain fondé en 1962 par Leopold Stokowski et établi à New York, aux États-Unis. 
La mission de cet orchestre symphonique est de démystifier la musique orchestrale et de la rendre accessible et abordable pour tout public. L'ASO et son directeur musical (Leon Botstein) jouent aussi un grand rôle dans le défrichage et la découverte d'œuvres inconnues
Leon Botstein (en) est le directeur musical et le chef principal de l'orchestre qui se produit régulièrement à New York au Carnegie Hall et au Symphony Space (en).  
L'American Symphony Orchestra est également l'orchestre résident du centre Richard B. Fisher pour les arts de la scène (en) (Richard B. Fisher Center for the Performing Arts) au Bard College, à Annandale-on-Hudson. 
Son premier violon est Erica Kiesewetter. 
Actuellement, le système de distribution des enregistrements est entièrement dématérialisé, sous la forme d'un CD / EP par œuvre, généralement des Live des concerts new-yorkais, cependant on peut noter quelques enregistrements studios. 